# کامرون وورف
کامرون وورف (انگلیسی: Cameron Wurf؛ زادهٔ ۳ اوت ۱۹۸۳) دوچرخه‌سوار و ورزشکار سه‌گانه اهل استرالیا است.  وی در بازی‌های المپیک تابستانی ۲۰۰۴ شرکت کرده است.